# 鸿福中心
1°18′03.8″N 103°51′43.8″E / 1.301056°N 103.862167°E
鴻福中心（英語：The Concourse）位於尼誥大道與美芝路之間，1994年2月5日落成，由美籍建築師保羅·魯道夫負責設計，樓高175米，是新加坡後現代主義建築風格的摩天大樓，當年的建築費為新幣2.48億元。

## 歷史
建築起初於1979年由鴻福實業委託保羅·魯道夫設計，根據「Beach Road I」方案在1981開始興建，惟過程中遇上新加坡經濟不景氣而工程中止。後來發展商決定在1987年重啟建造，魯道夫曾考慮「Beach Road II」等方案，最後採用有吉祥意味的八角形設計，建成現在的住宅商業的混合用途高層建築。西南面平台部份其後在2009年拆卸，重建為 Concourse Skyline 的三座住宅樓宇。 

## 圖片集
- 鴻福中心的早期設計圖
- 鴻福中心的鋁製幕牆
- 由美芝路望向鴻福中心的夜景
- 新建的 Concourse Skyline（左）及鴻福中心（右）